# Felice e Regola
(Martirologio Romano. 11 settembre.)
I santi Felice e Regola, insieme al loro servo Essuperanzio, sono i santi patroni di Zurigo, ricordati, come riporta il Martyrologium Romanum, l'11 settembre.

## Biografia e martirio
Le notizie biografiche su Felice e Regola sono in gran parte leggendarie; la tradizione popolare ha infatti attribuito loro l'appartenenza alla Legione Tebea, al tempo comandata dal cristiano Maurizio, sebbene la tradizione che li vuole entrambi militari sia dubbia e di scarsa attendibilità.
Il più antico testo che fa riferimento a questi due santi risale all'incirca all'VIII secolo. Fratelli, di probabile origine egiziana (quindi conterranei di san Maurizio), Felice e Regola si sarebbero arruolati nell'esercito della Legione Tebea e quindi trasferiti in Svizzera, precisamente ad Agaunum, nel Canton Vallese.
In seguito al massacro dell'intera Legione, per la maggior parte cristiana e dunque pronta a sfidare l'imperatore, dedito al culto pagano, i due fratelli, insieme a loro servo Essuperanzio, riuscirono miracolosamente a sfuggire, rifugiandosi inizialmente a Glaris (l'attuale Glarona) e infine a Zurigo.
Qui si dedicarono alla conversione degli abitanti, per poi battezzarli segretamente nelle foreste. Scoperti e catturati, vennero, per ordine del governatore romano, condannati alla decapitazione; la sentenza venne eseguita nell'anno 286 sulle rive del fiume Limmat. Dopo che i tre vennero decapitati, si verificò un sensazionale prodigio che lasciò esterrefatti gli stessi aguzzini: i corpi dei santi si rialzarono, prendendo tra le mani la loro testa e portandola fino al luogo della loro sepoltura, su una collina nei dintorni.

### Incertezze
Una delle considerazioni che vanno a sfavore dell'attendibilità di questo racconto è la presenza di Regola: è infatti improbabile la presenza di una donna nell'esercito romano.

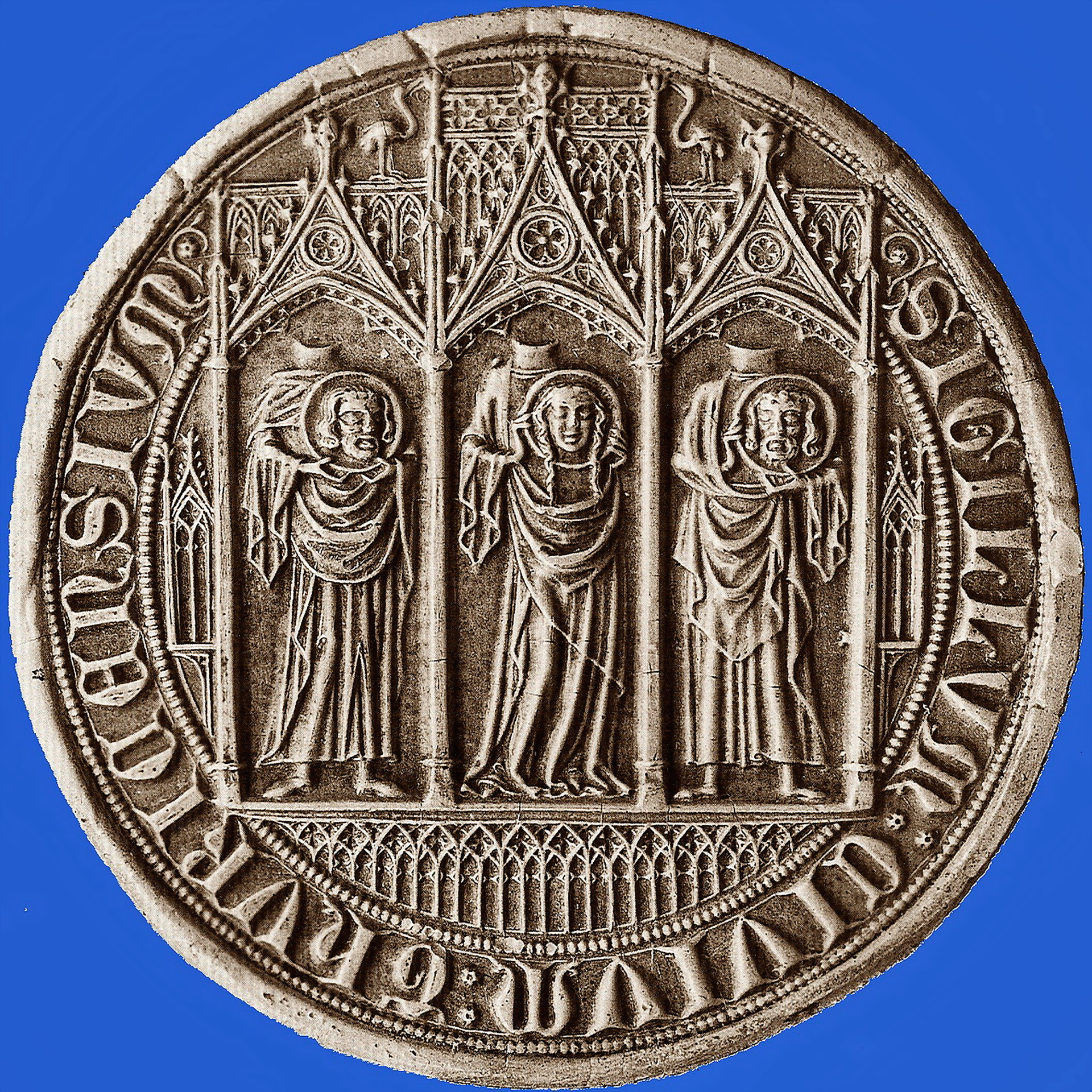
Sigillo della città di Zurigo con i tre Santi